# Longhoughton
Longhoughton Longhoughton est un petit village rural du Northumberland, en Angleterre. Il se trouve près de la côte, à environ 7,2 km au nord-est d’Alnwick, dans la paroisse qui porte son nom : Longhoughton.
Le village se trouve sous l’affleurement spectaculaire de whinstone nommé Ratcheugh Crag, près duquel des courses locales du type point-to-point sont souvent organisées.
L’église de Longhoughton joue un double rôle, en étant également la chapelle de la base aérienne de RAF Boulmer voisine.

## Historique
Le village a une histoire mouvementée, et a souvent été saccagé à l’époque médiévale. Du XIIe siècle jusqu’à récemment, le village était réputé pour ses moulins à eau et de blé. Il y avait une industrie locale basée sur le calcaire, le charbon et le plomb, bien que l’agriculture ait toujours été la principale occupation.
Au sommet du Ratcheugh Crag se trouve l’Observatoire de Ratcheugh, conçu par Robert Adam, construit par Hugh Percy, 1er duc de Northumberland.

## Gouvernance
Longhoughton est dans la circonscription parlementaire de Berwick-upon-Tweed. La députée de cette circonscription est actuellement Anne-Marie Trevelyan, la candidate conservatrice élue en 2015. Il existe une circonscription électorale du même nom. Ce quartier s’étend vers le nord le long de la côte et vers l’est jusqu’à Powburn. La paroisse a une population totale de 4424 habitants mesurée lors du recensement de 2011.

## Transport
Longhoughton avait autrefois une gare sur la ligne principale du Chemin de fer du Nord-Est.

## Bâtiments notables
L’église paroissiale Saint-Pierre-et-Saint-Paul date de l’époque saxonne, bien qu’elle ait été reconstruite en 1080 et que la seule pierre saxonne restante soit visible dans certaines parties du chancel et des arches de la tour. Au cours de la reconstruction de 1080, une tour de 44 pieds (13 m) a été ajoutée. C’était à des fins de défense militaire, plutôt que d’usage religieux, et elle a été utilisée en tant que telle jusqu’au XVIIe siècle. Les registres paroissiaux remontent à 1646. Les contrebandiers utilisaient l’église comme centre de distribution au XIXe siècle. Nikolaus Pevsner a mentionné le bâtiment favorablement dans son recensement de l’architecture northumbrienne.
Un peu plus d’un mile au nord-ouest se trouve Littlehoughton Hall, une maison de 1686 avec des ajouts ultérieurs, qui intègre les restes d’une maison-tour médiévale tardive.